# Seleção Australiana de Handebol Masculino
A Seleção Australiana de Handebol Masculino é a representante da Austrália nas competições oficiais internacionais de Andebol. Para tal ela é regida pela Federação Australiana de Handebol, que por sua vez é filiada à Federação Internacional de Andebol desde 1974.

## Títulos
- Copa das Nações (8): 1994, 1996, 2002, 2004, 2006, 2010, 2012 e 2014